# Paral·laxi (Star Trek: Voyager)
"Paral·laxi" (títol original en anglès "Parallax") és el tercer episodi primera temporada de la sèrie de televisió de ciència-ficció estatunidenca Star Trek: Voyager. L’episodi fou dirigit per Kim Friedman. La història va ser escrita per Jim Trombetta amb guió televisiu de Brannon Braga. Aquest episodi es va emetre a UPN el 23 de gener de 1995.
En aquest episodi la nau estel·lar «Voyager» detecta una senyal de socors i s'atura per investigar.

## Càsting
En aquest episodi, l'actor Josh Clark és l'estrella convidada com a tinent de la Flota Estel·lar Joseph Carey i Martha Hackett com el maquis Seska. Martha Hacketthavia estat estrella convidada a Star Trek: Deep Space Nine, a "The Search".

## Guió
La trama televisiva d'aquest episodi va ser escrita per Brannon Braga a partir d'una història de Jim Trombetta. Brannon Braga va ser un dels principals escriptors de Star Trek a finals dels anys noranta i principis dels dos mil. Una altra contribució a l'escriptura va ser l'assessor científic de Star Trek, Andre Bormanis. Una de les inspiracions per a aquesta història va ser la idea d'un submarí atrapat sota el gel, que després ha d'arribar a la superfície. Una idea per quedar atrapat era alguna cosa com un forat negre o una estrella col·lapsada, però com que això no funcionava bé des d'una perspectiva científica real, Bormanis va inventar la idea d'una "Singularitat de Classe 4" per a l'episodi.

## Argument
A mesura que la Voyager inicia el seu camí de tornada a casa des del Delta Quadrant, les tensions entre la Flota Estel·lar i els membres de la tripulació dels Maquis comencen a augmentar, i es produeixen algunes breus hostilitats. Tanmateix, tant la capitana Kathryn Janeway com el seu primer oficial, Chakotay, originalment el capità de la tripulació dels Maquis, acorden que necessiten integrar les dues tripulacions com una de sola per ocupar les vacants deixades pels desastrosos esdeveniments anteriors. Cal destacar que Chakotay recomana B'Elanna Torres, una de les Maquis més franques i antiga cadet de la Flota Estel·lar, com a Cap d'Enginyeria, un moviment sobre el qual Janeway dubta, tenint en compte que recentment Torres ha trencat el nas d'un altre enginyer en una baralla.
Quan la nau passa a prop d'una singularitat quàntica, la tripulació de la «Voyager» detecta una nau atrapada a l'horitzó d'esdeveniments de la singularitat. En no rebre contacte amb la nau, intenten apropar-s'hi per atacar-la mitjançant raigs tractors, però el resultat danya més sistemes de la «Voyager». Janeway ordena a la tripulació que porti la «Voyager» a un planeta proper per buscar ajuda per a la nau atrapada. Tanmateix, després d'un temps, la tripulació es troba de nou a la singularitat i s'adona ràpidament que la nau que veuen són ells mateixos d'abans. La nau ha quedat atrapada a la singularitat i està afectant diversos dels sistemes de la nau.
Finalment, descobreixen un punt a l'espai on la «Voyager» va creuar la singularitat, però des de llavors s'ha reduït, massa petit perquè la «Voyager» pugui sortir. Janeway porta Torres, que té coneixement de singularitats, en una llançadora fins a l'obertura, utilitzant els escuts de la llançadora per expandir l'obertura prou perquè la "Voyager" hi pugui passar. Tanmateix, el resultat danya els seus sistemes de comunicacions; en tornar a la "Voyager" troben dues versions de la nau, ambdues semblant reals als seus sensors. Tot i que tenen una acalorada discussió sobre quina nau és la "Voyager" correcta, Janeway pren la decisió final i tria correctament la nau correcta. La "Voyager" abandona la singularitat sana i estalvia i comença a efectuar reparacions. Janeway segueix el consell de Chakotay i ascendeix Torres a Enginyer en Cap. Torres, al seu torn, es disculpa amb el tinent Carey, a qui havia colpejat, i li demana ajuda. Ell, al seu torn, la felicita i li promet donar-li el millor de si mateix.

## Recepció
"Paral·laxi" va ser avaluat per USA Today com un episodi interessant de la franquícia i d'aquesta sèrie, destacant l'actuació de Kate Mulgrew com a la capitana Janeway.
Aquest episodi va explorar la idea de les reflexions temporals. Aquest concepte va ser reconegut per la novel·la curta de Star Trek del 2016, Department of Temporal Investigations: Time Lock.
El lloc web Doux Reviews havia dit "que el principal problema d'aquest episodi és que simplement és avorrit"
El 2020, Tor.com va qualificar aquest episodi amb sis sobre deu. La seva principal crítica va ser l'ús laxista de la terminologia científica, que finalment va conduir a una representació completament irreal dels fenòmens còsmics reals. Tanmateix, va apreciar els moments de personatge que desenvolupen encara més Janeway com a científica i Torres com a tècnica, així com Chakotay com a defensor de la seva antiga tripulació Maquis.